# 蓝钟喉毛花
蓝钟喉毛花（学名：Comastoma cyananthiflorum）为龙胆科喉毛花属下的一个种。

## 扩展阅读
維基物種上的相關：蓝钟喉毛花